# Lago Panguipulli
Der Lago Panguipulli ist ein See im Süden Chiles.
Er befindet sich im Norden der XIV. Region (Región de los Ríos) zwischen den Städten Panguipulli und Choshuenco.
Der Lago Panguipulli, ein Gletschersee aus der Eiszeit, besitzt eine Fläche von rund 117 km² (bei einer Länge von 28,3 km und einer Breite von 5 km) und eine maximale Tiefe von 268 m. Östlich des Sees erheben sich die Vulkane Choshuenco mit 2415 m Höhe und der zuletzt 1863 ausgebrochene, 2422 m hohe Mocho.
Die Stadt Panguipulli liegt direkt am Westufer des tiefblauen und glasklaren Sees und ist ein Tourismuszentrum. Der See ist fischreich, es werden dort unter anderem Forellen und Lachse gefangen.
60 km nordöstlich von Panguipulli liegt das Naturschutzgebiet Reserva Nacional Mocho Choshuenco. Die Gegend ist sehr waldreich.

## Geschichte
Für den westlichen Kulturkreis entdeckte Francisco de Villagra den See im Jahre 1553. Die Besiedlung der Ortschaft Panguipulli begann 1885, offiziell gegründet wurde die Stadt allerdings erst im Jahre 1946.

## Wirtschaft
Tourismus, Fischfang und Forstwirtschaft spielen eine wichtige Rolle in der Gegend. Der See ist ideal für den Segel- und Angelsport geeignet.